# Танджін
Танджін (кор. вимова: [taŋ.dʑin]) — місто в провінції Південний Чхунчхон, Південна Корея. Воно стоїть на південному березі затоки Асан. Танджін межує з Інчхоном, Пхьонтеком і Хвасоном на морі, а також із Сосаном, Єсаном і Асаном на суші. Його назва означає «паром Тан» і вказує на історичну роль гавані Танджін у сполученні Кореї з іншим берегом Жовтого моря. Ця роль продовжує бути важливою в економіці міста, яка базується на суміші сільського господарства та важкої промисловості. Місто має таку саму назву Ханджа (唐津市), що й Карацу в префектурі Сага, Японія.

## Історія
Назва «Dangjin» вперше була використана для позначення цієї території за часів династії Чосон. З 1413 по 1895 рік він був відомий як Данджін-хьон, підрозділ провінції Чхунчхон. Своїх теперішніх кордонів місто отримало в 1973 році після злиття частини району Чонмі-мьон із містом Унсан-мьон Сосана. Спочатку це було графство, але 1 січня 2012 року було підвищено до міста після швидкого збільшення населення.

## Клімат
Танджін має вологий континентальний клімат (Кеппен: Dwa), але його можна вважати прикордонним вологим субтропічним кліматом (Кеппен: Cwa), використовуючи −3 °C (27 °F) ізотерма.

## Міста-побратими
- Берген, Нью-Джерсі, CША
- Сногоміш, Вашингтон, CША
- – Дайсен, Akita, Японія[2]